# 2597 Arthur
A 2597 Arthur (ideiglenes jelöléssel 1980 PN) a Naprendszer kisbolygóövében található aszteroida. Edward L. G. Bowell fedezte fel 1980. augusztus 8-án.